# Volo Pacific Southwest Airlines 710
Il volo Pacific Southwest Airlines 710 era un Boeing 737-200 in rotta tra le città californiane di Sacramento e Burbank, con scalo a San Francisco, fu dirottato da due cittadini bulgari il 5 luglio 1972, poco dopo il decollo dall'aeroporto di Sacramento. I dirottatori chiesero 800.000 dollari, due paracadute e il trasporto in Unione Sovietica. L'aereo atterrò all'aeroporto di San Francisco, decollò dopo 20 minuti e trascorse l'ora successiva a girare in tondo mentre i dirottatori aspettavano che la compagnia aerea accettasse le loro richieste. I dirottatori sono stati identificati come Dimitr Alexiev, 28 anni, di Hayward, e Michael Dimitrov Azmanoff, 28 anni, di residenza sconosciuta.
Azmanoff, un rifugiato bulgaro di 28 anni che un tempo aveva prestato servizio come camionista dell'esercito, salì a bordo del Boeing 737 a San Francisco con il suo amico Dimitr Alexiev. Non appena il segnale delle cinture di sicurezza si spense, i dirottatori tirarono fuori le pistole e avanzarono le loro richieste: 800.000 dollari in banconote di piccolo taglio, due paracadute e le carte nautiche necessarie per portarli in Siberia. L'aereo tornò a San Francisco, dove i dirottatori accettarono di assumere un nuovo pilota con esperienza internazionale. Mentre il pilota si avvicinava all'aereo in folle, i dirottatori lo costrinsero a spogliarsi e a rimanere in mutande, per assicurarsi che non fosse armato. Il pilota, un agente dell'FBI sotto mentite spoglie, lo fece lentamente, in modo che una squadra di agenti armati di fucili potesse avvicinarsi di soppiatto all'aereo; questi agenti erano riusciti a sfuggire al rilevamento avvicinandosi a bordo di una barca nella baia circostante. Alla fine il finto pilota fu autorizzato a salire a bordo; venne seguito dai suoi colleghi agenti, che aprirono selvaggiamente il fuoco nella cabina. Alexiev, che era in cabina di pilotaggio, rimase ucciso sul colpo, ma Azmanoff si accovacciò nella parte posteriore dell'aereo e diede inizio ad uno scontro a fuoco con gli agenti. Rimase ucciso nella mischia assieme al passeggero EH Stanley Carter, un sessantaseienne capotreno in pensione originario di Montréal. Rimasero feriti altri due passeggeri: Victor Sen Yung, un attore nato a San Francisco che interpretava il famoso cuoco Hop Sing nella lunga serie televisiva western Bonanza e il personaggio Jimmy Chan nella popolare serie di film Charlie Chan a partire dal 1938, e Leo R. Gormley, un direttore delle ferrovie di Los Angeles andato recentemente in pensione.
Si è scoperto che Azmanoff e Alexiev avevano in mente un piano elaborato, che coinvolgeva un complice di nome Lubomir Peichev. La coppia aveva pianificato di lanciare due manichini gonfiabili dall'aereo, per poi atterrare su una pista di atterraggio rurale nella Columbia Britannica. Peichev avrebbe dovuto incontrarli lì, su un aereo leggero che avrebbe dirottato; il trio sarebbe poi tornato a sud oltre il confine, per godersi i loro $ 800.000. Peichev è stato condannato all'ergastolo per il suo ruolo nel bizzarro complotto.
Nel fine settimana del 16-19 giugno 1972, Peichev, Azmanoff e Alexiev viaggiarono in macchina nello stato di Washington, presumibilmente alla ricerca di oro. Durante questo viaggio si recarono anche a Vancouver e a Hope e Puntzi, due remoti siti di atterraggio, entrambi a oltre 100 miglia da Vancouver. Durante questo viaggio, furono stilati i piani di Azmanoff e Alexiev per dirottare un aereo e portarlo in un remoto aeroporto in Canada. Lì, una quarta persona avrebbe aspettato con un'auto pronta a portare i dirottatori in un appartamento nascosto alla periferia di Vancouver. Peichev avrebbe dovuto noleggiare un aereo privato e incontrarli su una pista di atterraggio ausiliaria nel caso in cui l'aereo dirottato non fosse riuscito ad atterrare all'aeroporto prescelto.
I tre uomini tornarono a San Francisco e, il 1 luglio 1972, si incontrarono all'aeroporto internazionale di San Francisco con Illia Shishkoff che accettò di incontrare Peichev a mezzogiorno del 4 luglio, all'aeroporto di Vancouver e di affittare un appartamento alla periferia della città. Il 3 luglio, Peichev ritirò 1.700 dollari dal suo conto bancario e prese in prestito una pistola con il pretesto della necessità di proteggersi mentre era a caccia di oro. Più tardi, lo stesso giorno, si incontrò con Alexiev e Azmanoff all'aeroporto internazionale di San Francisco. Gli diedero un biglietto aereo per Seattle e gli dissero di prendere un autobus per Vancouver.
Dopo aver incontrato Shishkoff a Vancouver, Peichev noleggiò due auto e viaggiò con Shishkoff fino all'aeroporto di Hope, a circa 100 miglia, e tornò a Vancouver. Il giorno successivo, 5 luglio, Peichev noleggiò un aereo privato e assunse un pilota per portarlo a Bella Coola e poi al lago Anaheim. Mentre si trovava al lago, Peichev apprese via radio che il tentativo di dirottamento era fallito. Proseguì fino alla pista di atterraggio di Puntzi dove trascorse la notte e poi tornò a Vancouver. Là incontrò Shishkoff e organizzò la restituzione delle auto a noleggio per poi tornare a San Francisco.
Il 5 luglio, lo stesso giorno in cui Peichev volò sulla pista di atterraggio di Puntzi, Azmanoff e Alexiev dirottarono il volo della Pacific Southwest Airlines. Dopo lo scontro a fuoco, gli agenti dell'FBI trovarono sui corpi dei dirottatori una mappa della Columbia Britannica e un piccolo pezzo di carta per appunti contenente le coordinate della mappa della pista di atterraggio di Puntzi.
Peichev ammette di aver noleggiato un aereo e di essere volato alla pista di atterraggio di Puntzi previo accordo con Azmanoff e Alexiev, ma sostiene di essere stato costretto a farlo. Le sue dichiarazioni riportate dagli altri testimoni smentiscono questa affermazione. Shishkoff testimoniò che quando incontrò Peichev a Vancouver, questi era chiaramente incaricato di dirigere il noleggio auto, sorvegliare l'aeroporto di Hope e indicare dove nascondere le auto. Shishkoff disse anche che Peichev, dopo averlo incontrato all'aeroporto di Vancouver in seguito al fallimento del piano di dirottamento, avrebbe dichiarato: "Sono stupidi... Avevo pianificato tutto così bene. Sono stupidi. Chiedono troppi soldi".
Peichev sostenne che le prove erano insufficienti per sostenere la sua convinzione di favoreggiamento nella pirateria aerea. Secondo il primo capo di imputazione, Peichev è stato accusato solo di favoreggiamento e favoreggiamento della pirateria aerea, non inoltre di aver consigliato, comandato, indotto o procurato il piano criminale, come previsto anche in 18 USC 2. Ammise, a titolo di argomentazione, che le prove erano sufficienti per dimostrare una cospirazione, ma sostenne che il governo non poteva dimostrare che avesse aiutato e incoraggiato la perpetrazione del crimine.